# 斯蒂克尼鎮區 (伊利諾伊州庫克縣)
斯蒂克尼鎮區（英語：Stickney Township）是位於美國伊利諾伊州庫克縣的一個行政鎮區。

## 地方資料
根據2010年美國人口普查的數據，斯蒂克尼鎮區的面積為32.87平方千米，當中陸地面積為32.40平方千米，而水域面積為0.47平方千米。當地共有人口40624人，而人口密度為每平方千米1,235.9人。